# Valle de los Cirios
A Valle de los Cirios egy több mint 25 000 km² kiterjedésű természetvédelmi terület Mexikó Alsó-Kalifornia államában. Nevének jelentése „A ciriók völgye”, ahol a cirio szó egyfajta jellegzetes fát jelent, a Fouquieria columnarist. A régi kocsimí indiánok ezt a fát milapának nevezték.

## Földrajza
A 25 217,76 km² területű Valle de los Cirios a Kaliforniai-félsziget középső részétől kissé északra, Alsó-Kalifornia állam Ensenada községének déli részén terül el, körülbelül az északi szélesség 28° és 30°, nyugati hosszúság 113° és 116° között. Legalacsonyabb pontja tengerszinten (a terület mind a nyílt óceánnal, mind a Kaliforniai-öböllel határos), legmagasabb pontja 1810 m-es magasságban található.
A területen évente körülbelül 100 mm csapadék hull, ennek döntő többsége a nyári hónapokban. Az éves átlaghőmérséklet a terület nagyobb részén 18–22 °C, kisebb részén 12–18 °C.
Bár a Valle de los Cirioson áthalad a félsziget legfontosabb közlekedési útvonala, az 1-es főút, a területen alig létesültek települések, a népsűrűség 0,1 fő/km² körül van. A legfontosabb falvak: Bahía de los Ángeles, Ejido Villa Jesús María, Santa Rosalillita, Ejido Nuevo Rosarito, Punta Prieta, Cataviña és Ejido José María Morelos y Pavón.

## Élővilág
A területen közel 700-féle növényfaj él (legjellemzőbbek a kaktuszok), köztük számos endemikus faj. Állatvilágából említésre méltók az öszvérszarvasok, a kanadai vadjuhok, a prérifarkasok, a pumák, a különféle denevérek és alacsonyabb rendű állatok.

## Fenyegetettség
A területet leginkább az egyre terjedő extenzív állattenyésztés fenyegeti, de a hüllők állományát is ritkítja a díszállatpiacra történő illegális gyűjtés.

## Turisztikai látnivalók
A Valle de los Cirios hatalmas területén nem csak a természeti szépségek jelentenek különleges látnivalót. Több régészeti lelőhelyet is feltártak már, ahol a világörökség részét képező Sierra de San Francisco sziklarajzaihoz nagyon hasonló ősi alkotások találhatók, illetve a partokon több úgynevezett concherót, ahol az indiánok össze szoktak gyűlni, hogy elfogyasszák a tenger gyümölcseit, főként kagylókat. Ezekhez a concherókhoz akár a 10 000 éves kort is elérő kőkörök sokasága is tartozik. A spanyol hódítás utáni idők legszebb műemlékei közé tartoznak a San Borja- és a Santa Gertrudis-missziók épületei. A 19. század második felében több bányászfalu is felépült a területen, ám a 20. század folyamán a bányászat megszűnt, a települések lakatlan „szellemfalvakká” változtak. A legjellegzetesebb ilyen szellemfalvak Calmallí, El Arco, El Mármol és mind közül kiemelkedően Pozo Alemán.